# Discocyrtus elegantulus
Discocyrtus elegantulus is een hooiwagen uit de familie Gonyleptidae.